# Эол
Эо́л (др.-греч. Αἴολος, Эолай) — персонаж древнегреческой мифологии. Хотя его функции близки к божественным, во всех версиях подчёркивается его происхождение от обычной женщины, поэтому он является лишь полубогом.

## Мифы
Сын Посейдона и Арны (либо сын Посейдона и Меланиппы), внук старшего Эола (по другим, на островах поселился сын Гиппота). По одной версии, вскормлен коровой. По другой, родился и воспитан в Метапонте, куда бежала его мать. Когда был изгнан, поселился на Эоловых островах в Тирренском море и основал город Липара. Жена Киана, 6 добродетельных сыновей.
Согласно Гомеровской «Одиссее» — сын Гиппота, властитель Эолиды, Зевс сделал его господином над ветрами, он отец шести сыновей и стольких же дочерей, которые, составляя шесть брачных пар, ведут шумную, полную веселья жизнь в царском дворце отца.
По Вергилию, Эол живёт на одном из Эоловых островов. Эол — владыка и царь ветров, которых заточил в пещерах «Отец», воздвигнув над ними гору. Юнона обращается к Эолу, чтобы он наслал бурю на корабли троянцев и потопил их. Эол исполняеет её мольбу в благодарность за её покровительство.
У Эола нашёл радушный приём во время своих странствований Одиссей, который провёл на Эолии месяц и при расставании с царём получил от него в спутники благоприятный зефир, а также мех из кожи девятигодовалого быка, в котором были зашиты остальные ветры, со строгим наказом — не открывать этого меха. Спутники Одиссея, полагая, что в мешке спрятаны сокровища, вскрыли его, — и ветры, вырвавшись на волю, опять сбили Одиссея с пути его назначения, пригнав корабль обратно к Эолии. На этот раз Эол отказал Одиссею в гостеприимстве, когда Одиссей стал вторично просить, Эол прогнал его.

## Истолкования
По истолкованию, научил мореплавателей, как держать курс в области Мессинского пролива, и был назван царём ветров. По истолкованию, был звездочётом.
Само имя «Эол» стоит в тесной связи с понятием подвижности (ср. αἰόλλω, αἰόλος), характеризующей воздушную стихию. Сказание о кожаном мехе с заключёнными в нём ветрами встречается и в других мифологиях.

## В культуре
В «Одиссее» (10:1—7) Одиссей гостит у Эола и получает подарок. Эол — действующее лицо трагедии Еврипида «Эол, или Канака», комедий Антифана и Эрифа «Эол», трагедий Ликофрона «Эол» и «Дочери Эола» (или тёзка). Пьеса Еврипида, по-видимому, пародировалась Аристофаном в двух комедиях под названием «Эолосикон».
Эол упоминается в многочисленных источниках средневековой Европы (вплоть до Шекспира) и Нового времени.
Эол изображается в сценах из «Одиссеи», помогающий Одиссею, и в сценах из «Энеиды», где он выпускает ветра, мешавшие Энею попасть в Карфаген. В этом случае он выпускает их из пещеры, отворяя вход в скалу. В живописи ветра изображены как шаловливые путти, в небесах на своей павлиньей колеснице может ехать Юнона, покровительница Карфагена.